# エース・フレーリー
ポール・ダニエル・フレーリー（Paul Daniel Frehley、1951年4月27日 - ）は、アメリカ合衆国のギタリスト。1974年のデビュー以来、エース・フレーリー（Ace Frehley）の名で活動している。、
ロックバンドのキッスのオリジナル・メンバー。1982年に脱退した後はソロ活動を行っている。1996年にオリジナル・メンバーでの再結成ツアーに参加し、2002年のお別れツアー終了とともに再び脱退した。
ローリング・ストーン誌の2007年11月号の企画「ローリング・ストーンの選ぶ歴史上最も過小評価されている25人のギタリスト」に於いて第5位。身長185cm。

## 経歴
ニューヨーク市ブロンクス出身。父カール（1903年 - 2000年）と母エスター（1920年 - 2006年）を両親とする三人兄弟の三男として誕生。家庭は音楽一家で、彼は1964年にクリスマスプレゼントとしてエレクトリックギターをもらうと練習に夢中になった。後に彼は影響を受けたギタリストとして、ピート・タウンゼントとジェフ・ベックを挙げている。若い頃はニューヨークのストリートギャング、ダッキーズ（Duckies）にスティーヴン・エドワード・ダレンとともに加入していた。
彼はカセードラル（Cathedral）というバンドを結成してコンサートを開き稼ぎ始めると、高校を退学してしまう。家族や恋人の説得により、ほどなくして学業に戻り卒業認定を得るが、卒業後も郵便配達や家具配達、メッセンジャー、酒屋の配達など、短期の職を転々とした。

### キッスの結成
フレーリーは1970年代前半にいくつかのバンドを渡り歩いたが、ほとんど成功しなかった。1973年1月にポール・スタンレー、ジーン・シモンズ、ピーター・クリスの3人がThe Village Voice誌に出したロックバンドのメンバー募集の広告を見て、親友のボブ・マクアダムスとニューヨーク市東23ストリート10番地にあるLive Bait Barでオーディションを受ける。彼は片足に赤のスニーカー、もう一方にオレンジのスニーカーを履いており冴えない姿だったが、スタンレー達は彼の演奏に感銘を受け、3週間後にバンドのリードギタリストに迎えいれた。
バンドの名前は1973年中頃までにキッス（Kiss）に決定。フレーリーは特徴的な2つの稲妻状の形をかたどったロゴマークをデザインした。さらに彼等はすぐにライブパフォーマンス用に顔のペイントを施すことを決め、彼はシルバーの星を目の周りにかたどった。その後、各メンバーのキャラクター設定も顔のペイントに応じたものになり、彼はジェンダル星からやってきた宇宙からの訪問者"Space Ace"になった。これがエースというニックネームの始まりである。
彼は結成初期にはメンバーとして空席のクラブでリハーサルと演奏を繰り返す傍ら、パートタイムでタクシードライバーをしていた。しかし1973年9月に新しいマネージャーのビル・オーコインから週75ドルの給料を得られるようになると、兼業をやめた。

### キッスでのデビューから脱退まで
1974年2月、キッスはデビューアルバム『キッス・ファースト 地獄からの使者 (Kiss）』を発表した。フレーリーは単独作「コールド・ジン (Cold Gin）」を提供したが、自分の歌声に自信を持てなかったためリード・ボーカルをベース・ギターのシモンズに任せた。彼は以後数年に亘って単独もしくは共同で楽曲を書いたが、1977年発表の『ラヴ・ガン (Love Gun）』に収録された「ショック・ミー (Shock Me）」までリード・ボーカルを担当することはなかった。
リードギタリストとしてのフレーリーは荒々しくも情感的な演奏で知られ、1970年代のもっとも人気のあるギタリストのひとりとなり、多くの新世代プレーヤーたちに影響を与えた。彼は書籍「KISS: Behind the Mask - The Official Authorized Biography」（2005年）の中で、ヒット作『地獄の狂獣 キッス・ライヴ (Alive!）』（1975年）での自分の演奏がギターを弾くきっかけになった、と多くのギタリストたちに言われた経験を披露して、「もっと練習しておけばよかった（笑）」と語っている。
1978年、キッスのメンバーは自分達の名前を冠したソロ・アルバムを同時に発表した。エディ・クレイマーをプロデューサーに迎えたフレーリーのアルバムは最も売れた作品となり、ラス・バラード作「ニューヨーク・グルーヴ」のカバーはシングルカットされて全米トップ20に達した。以後、作曲での彼の存在感は増してきて、『地獄からの脱出 (Dynasty）』（1979年）にはオリジナル2曲とローリング・ストーンズの「2,000マン (2000 Man）」のカバー、『仮面の正体 (Unmasked）』（1980年）にはオリジナル3曲を提供した。しかしこの間、国内でのキッスの商業面での成績は全盛期とは遠く、彼等は活動の場を海外に移そうとしていた。そのような状況で、彼は自分の音楽とキッスの音楽の方向性の違いに悩み始めた。1980年にクリスがキッスを脱退し、後任のエリック・カーにはバンドの方針決定に関する発言権が与えられなかったので、フレーリーはスタンレーとシモンズに対して多数決で2対1の少数側となることが多くなった。1981年の『〜エルダー〜 魔界大決戦 (Music from "The Elder"）』のレコーディングでは、彼がコンセプト・アルバムを作るという方針に不満を感じていたため、彼の参加は以前のアルバムよりに限られたものになった。
さらに状況を悪化させたのは、彼のきまぐれな行動と薬物の乱用だった。1982年4月、彼はドラマーのアントン・フィグが運転する自動車で深刻な事故に巻き込まれた。5月にはブロンクス・リバー・パークウェイを時速145kmで走行して警察とのカーチェイスを繰り広げ、600ドルの罰金と6ヶ月の運転免許停止処分を受けた。
フレーリーは1982年発表のベスト・アルバム『キッス・キラーズ (Kiss Killers）』に収録された4曲の新曲と同年発表のスタジオ・アルバム『暗黒の神話 (Creatures of the Night）』の制作には関わらず、アルバムのジャケットに顔を出しただけだった。キッスで彼が参加した最後の活動は『暗黒の神話』の収録曲「勇士の叫び (I Love it Loud）」のミュージック・ビデオの撮影、同年11月のヨーロッパでのプロモーション活動、そして1983年初頭の世界ツアーのプロモーション用にMTVのバンドのインタビューだった。
1982年12月に始まった『暗黒の神話』ツアーではレコ―ディングで代役を務めたヴィニー・ヴィンセントが当初から後任として加入し、フレーリーは1983年3月時点で既に正式メンバーではなくなっていた。しかし彼はキッスの契約上の4分の1のシェアを有していたので、法的ならびに金銭的な問題を避けるため、この契約が切れる1984年半ばまでソロ活動を始めなかった。

### ソロ活動
1984年、フレーリーはキッス脱退後のソロ活動として、ドラマーのアントン・フィグやベーシストのジョン・レーガンらとバンドを結成した。彼は『エース・フレーリー』もしくは『フレーリーズ・コメット（Frehley's Comet）』をバンド名に用い、1984年から1985年にかけて再びクレイマーの協力を得て一連のデモ作品を録音した。
レコーディング契約の獲得に何度か失敗した後、グループはメガフォース・レコードと契約し、クレイマーと共同制作したエース・フレーリー名義のアルバム『フレーリーズ・コメット（Frehley's Comet）』を1987年7月7日に発表した。このアルバムはハードロックとポップメタルを合わせたような作品で、ビルボード 200で最高43位を記録して約50万枚を売り上げ、シングル曲「ロック・ソルジャーズ（Rock Soldiers）」はメインストリーム・ロック・トラックスのチャートで最高27位を記録し、フレーリーを音楽シーンに引き戻す成功をもたらした。「ロック・ソルジャーズ」は彼の自伝的楽曲で、一部には前述した1982年4月の交通事故についても触れている。そのミュージック・ビデオはMTVで中程度に放送され、特にMTV Headbangers Ballでよく流された。同年行なわれた米国でのツアーでは、当時まだ新人バンドだったホワイト・ライオンが前座を務めた。
しかし同アルバムの好評な評論と売り上げにもかかわらず、彼は大きな商業的成功を保てなかった。1988年にはフレーリーズ・コメットの名義でライブEP『Live+1』と2枚目のスタジオ・アルバム『セカンド・サイティング（Second Sighting）』を発表したが、それぞれ84位、81位に終わった。アリス・クーパー、アイアン・メイデンそれぞれの前座を務めた2回のツアーは早々と終了し、どちらの場合でもバンドは報酬が払われなかったと不満を口にした。トッド・ハワースは次のアルバムのレコーディング前に脱退を決め、リッチー・スカーレットが後任となった。
バンドの商業的成功に向けて起死回生を図るため、彼はフレーリーズ・コメットを名乗るのをやめ、1989年にエース・フレーリー名義のアルバム『トラブル・ウォーキン（Trouble Walkin'）』を発表した。同アルバムはより伝統的なハードロックスタイルに戻ったものの、売り上げを盛り返すことなく最高102位に終わった。特筆すべき点はクリスがゲストとして「2 Young 2 Die」のボーカルを務めたことである。彼は1987年にフレーリーズ・コメットのロサンゼルスでのライブのアンコールに登場してキッスの「デュース（Deuce）」でドラムを叩いたが、アルバム作品でフレーリ―と共演するのはキッスの1979年のアルバム『地獄からの脱出』以来のことだった。
1993年、ソロとして初の日本公演を果たした。コンサートはライブハウスMONSTER(川口)と川崎クラブチッタで行われ、本人がPCグラフィックで製作したアートワークとデモ音源をその場でプリントし会場で限定販売された。
1980年代を通じて、フレーリーはキッス（特にシモンズ）とはプロモーション面でのつながりとしての関係であったのに対し、クリスとは比較的良好な関係を保っていた。1995年6月には二人のバンドがBad Boys Tourで共演した。このライブでは、フレーリーとクリスが最後にともに現れ、「ナッシング・トゥ・ルーズ （Nothin' to Lose）」と「ロックンロール・オール・ナイト（Rock and Roll All Nite）」を演奏してコンサートを終えていた。

### キッスの再結成

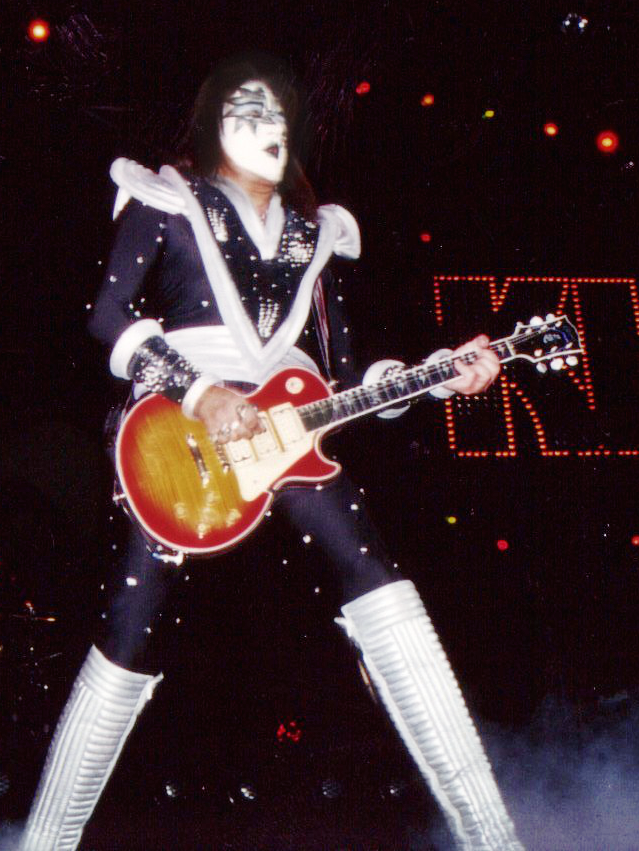
1999年

Bad Boys Tourの開始から数ヶ月後の1995年8月8日、フレーリーとクリスはMTVアンプラグドに出演したキッスに招かれてゲスト出演し、スタンレー及びシモンズと4曲を共演した。キッスのオリジナル・メンバーが公の場に揃って演奏したのは、1979年の『地獄からの脱出』ツアー以来のことだった。ファンの期待は俄然高まり、正式な再結成があるとの噂がまたたくまに広まった。同年12月までには、再結成のための契約が水面下で取り交わされたが、公式発表は無かった。1996年1月にフレーリーは、再結成に備えて形成外科手術を受けた。
1996年2月28日、オリジナル・メンバー4人が往年のメイクアップとコスチュームでグラミー賞会場に現れ、スタンディング・オベーションを受けた。彼等は4月16日にイントレピッド上でプレスに対して再結成とツアーの計画について公式発表を行った。同年6月28日、Alive/Worldwide Tourがミシガン州デトロイトのタイガー・スタジアムで開幕し、1997年7月まで行なわれて4360万ドルに及ぶ予想以上の商業的成功をもたらした。
1998年9月、アルバム『サイコ・サーカス (Psycho Circus）』を発表した。10月31日、ドジャー・スタジアムでハロウィーンショーを行ない、数曲を演奏して複数回線の同時中継ライブをFOXの『マッドTV! (MADtv)』で流した。11月12日、『サイコ・サーカス』ツアーが開始され、同アルバムにフレーリーが提供した唯一の曲「イントゥ・ザ・ヴォイド（Into the Void）」も演奏された。
2000年3月、 Farewell Tour（お別れツアー）が始まった。このツアーの模様は招聘元のウドー音楽事務所と映像製作会社のプロデューサーによって全公演がハイビジョンカメラで収録された。フレーリーの演奏の録り直しも日本で行われインターネット配信の先駆者であった。彼はこのツアーがキッスの最後のものとなり、やがてバンドが解散するものと考えていた。彼のキッスでの最後の演奏は2002年2月24日、ソルトレークシティオリンピックの閉会式だった。
彼が脱退してまもなく、これまでキッスと様々な形で関わり、Alive/Worldwide Tourのリハーサルで彼にギターパートを思い出させたトミー・セイヤーが後任になった。フレーリーのメーキャップとコスチュームデザインの著作権はキッスにあり、セイヤーは2代目"Spaceman"となった。

### その後
フレーリーは俳優業にも挑戦した。2005年に独立系の刑事もののドラマ映画『Remedy』でデビューした。
エディー・トランク・キッスマス・スペシャル2005によれば、彼はここ数年間、既に薬物の影響から脱しており、2008年には19年振りのスタジオ新アルバム完成を迎えた。彼はラジオ番組に出演して、2009年1月5日に公式サイトでアルバムのタイトルとジャケットデザインを明らかにすると語った。そしてアルバムは2009年春に『Anomaly』が発売された。
2012年、自伝を出版。
2014年、キッスのメンバーとしてロックの殿堂入りを果たす。
2018年9月、日本公演。同年10月31日、キッスが主催するキッス・クルーズに参加した。そして船内でのキッスのライブにゲスト出演して2002年以来16年ぶりにスタンレー及びシモンズと共演し、「2,000マン」、「ニューヨーク・グルーヴ」、「ナッシング・トゥ・ルーズ」、「ロックンロール・オール・ナイト」の4曲を演奏した。
2019年から始まった「END OF THE ROAD WORLD TOUR」には最後まで参加する事は無かった。

## 音楽性
フレーリーは後続のハードロック/ヘヴィメタル系ギタリストに多大な影響を与えた。彼の演奏スタイルはジミー・ペイジ、エリック・クラプトンの影響を受けた。
メインギターはキッス結成当初はギブソン・ファイヤーバードだったが、デビュー後はハムバッカーを3個搭載したギブソン・レスポールに換えている。彼はギターのピックアップからスモークを出し、ギターヘッドからスパーク・ロケットなどを撃った。
1990年代半ばには、ギブソン社がフレーリー用レスポールの特別版を発売した、ヘッド部には有名なSpace Aceの顔がペイントされ、ネック部にはキッスのロゴ風の稲妻マークが象眼ではめ込まれている。

## ハワード・スターンの番組への出演
2005年5月3日、フレーリーはハワード・スターンのPPV番組に出演した。彼は自分が1982年にキッスを脱退した理由の少なくとも一つは、シモンズとスタンレーがエアロスミスの前座をやりたがり実際に1974年の3月24日と4月7日にやったからだと述べた。それまでキッスは最大のライバルの前座を務めたことは無かった。実際には、この2バンドは共演を楽しんだ。ジョー・ペリーはツアーの終盤で2回「ストラッター (Strutter)」で共演し、ステージでキッスと共演した唯一の部外者になった。
彼はまた、自分が作り出した"Spaceman"のキャラクターにセイヤーが起用されることは「問題ではない。なぜなら、そのキャラクターを作り出したのは自分だからだ」と述べた。
彼は映画『Remedy』のDVDについて話すつもりで出演したが、スターンはキッスの話をし続けた。そして何度も彼にシモンズを嫌っていると言わせようとしたが、彼は「それは違うな。俺はジーンを大好きだよ」と答えた。彼のマネージャが番組に電話し、キッスに対する言及は「エースを立腹させる」と述べた。また彼は舞台裏で書籍『Kiss & Tell』（ゴードン・G.G.・ジェバート、ボブ・マックアダムス著）や『Into The Void... With Ace Frehley』（ウェンディ・ムーア著）については言及しないという条件で出演に同意していたが、スターンの番組スタッフは『Kiss & Tell』の著者であるジェバートとマックアダムスを電話口に待機させて彼と対決させようとしていた。彼はそれを知ると番組を途中で退席した。
プロデューサーのゲイリー・デラベイトは「フレーリーのインタビューはハワード・スターンの汚点の一つとなるもの」で、「私がここで働いている限り2度とフレーリーは戻ってこないだろう」と述べた。

## ディスコグラフィ

### キッス
- キッス・ファースト 地獄からの使者 (Kiss) - (1974年2月18日)
- 地獄のさけび (Hotter Than Hell) - (1974年10月22日)
- 地獄への接吻 (Dressed to Kill) - (1975年3月19日)
- 地獄の狂獣 キッス・ライヴ (Alive!) - (1975年9月10日)
- 地獄の軍団 (Destroyer) - (1976年3月15日)
- 地獄のロックファイアー (Rock and Roll Over) - (1976年11月11日)
- ラヴ・ガン (Love Gun) - (1977年6月30日)
- アライヴ2 (Alive II) - (1977年11月29日)
- 地獄からの脱出 (Dynasty) - (1979年5月23日)
- 仮面の正体 (Unmasked) - (1980年5月20日)
- 〜エルダー〜 魔界大決戦 (Music From "The Elder") - (1981年11月10日)
- 暗黒の神話 (Creatures of the Night) - (1982年10月13日)[注釈 15]
- 停電 (地獄の再会) 〜 Kiss アンプラグド (Kiss Unplugged) - (1996年3月12日)
- サイコ・サーカス (Psycho Circus) - (1998年9月22日)

### ソロ

#### スタジオ/ライブ
- Ace Frehley - (1978年9月18日)
- Frehley's Comet - (1987年7月7日)※Frehley's Comet名義
- Live+1 - (1988年)※Frehley's Comet名義
- Second Sighting - (1988年)
- Trouble Walkin' - (1989年10月)
- Greatest Hits Live - (2006年1月24日)
- Anomaly - (2009年9月15日)
- Space Invader - (2014年8月19日)
- Origins, Vol. 1 - (2016年4月13日)
- SPACEMAN - (2018年10月14日)
- Origins, Vol.2 (2020年9月18日)
- 10,000ボルト(2024年2月23日)

#### コンピレーション
- 12 Picks (1997年)
- Loaded Deck (1998年)

### ゲスト参加
- "Eugene" – Crazy Joe and the Variable Speed Bandが1981年に発表した同名アルバムでの楽曲。ドラムマシンを演奏し、共同プロデュースを担当。
- "Bump and Grind" – ウェンディ・O・ウィリアムスの1984年発表のアルバム『W.O.W』の楽曲。リードギターを担当。
- Cat #1 – クリスの1994年のアルバム。"Bad Attitude"、"Walk The Line"、"Blue Moon Over Brooklyn"でリードギターを担当。
- "Cherokee Boogie" – 1996年のコンピレーションアルバム『Smell the Fuzz: Guitars that Rule the World 2』中の楽曲。作曲、プロデュース、編集を担当し、ギターも全て演奏した。
- "Rocker Room Theme" – スティル・ウィックドの1998年発表のアルバム『Something Wicked This Way Comes』[注釈 16]の楽曲。リズムギターおよびリードギターを担当。
- "Foxy Lady" – キッスのエリック・シンガーのエリック・シンガー・プロジェクト（ESP）の1998年のアルバム『Lost and Spaced』の楽曲。リードギターを担当。
- "Freedom" – カール・コクランの2000年のアルバム『Voodooland』の楽曲。ギターを担当。
- Insanity of Life – リッチー・スカーレットの2002年のアルバム。"Johnny's in Love"でギターを担当し、"Too Far Gone"でリードギターを担当。"Too Far Gone"はスカーレットとの共作である。
- "Know Where You Go" – アントン・フィグの2002年のアルバム『Figments』の楽曲。リードギターを担当。
- "Bad Choice" – ケイシー・ヴァレンタインの2005年のアルバム『Light Years』の楽曲。リードギターソロを担当。
- 2005年、エディー・トランクのMerry Kissmas特集の中で"2,000 Man"の新バージョンを演奏した。

## 書籍
- Frehley, Ace; Layden, Joe; Ostrosky, John (2012). No Regrets. MTV Books. ISBN 978-1451613957

## 日本公演
出典。

### 1993年
- 11月4日 川口・クラブ・モンスター
- 11月5日 川崎・CLUB CITTA'川崎
- 11月6日 川崎・CLUB CITTA'川崎
- 11月7日 名古屋・クラブ・モンスター・ホール
- 11月8日 大阪・W'OHOL

### 2018年
- 9月3日 東京・ビルボードライブ（2回）
- 9月4日 東京・ビルボードライブ（2回）
- 9月5日 東京・ビルボードライブ（2回）
- 9月6日 大阪・ビルボードライブ（2回）